# Nécropole de Szentlőrinc
La nécropole de Szentlőrinc est une nécropole du second âge du fer découverte dans la ville hongroise de Szentlőrinc. Szentlőrinc se trouve à une vingtaine de kilomètres à l'ouest de Pécs, dans le sud-ouest de la Hongrie, à une cinquantaine de kilomètres de la frontière avec la Croatie, marquée dans cette région par le cours de la Drave.

## Fouilles et découvertes
Le site de la nécropole se trouve dans la partie nord-ouest de la ville, à l'est de la voie ferrée en direction de Budapest et à l'ouest de la route de Cserdi.
La nécropole a été fouillée au cours de cinq campagnes qui ont eu lieu entre 1950 et 1966 et ont donné lieu à une publication par E. G. Jerem en 1968.
Les fouilles ont permis de dégager 53 tombes à inhumation et 8 tombes à crémation. La nécropole a été en activité pendant une centaine d'années entre 440 av. J.-C. et 340 av J.-C. Le matériel relève de la culture de La Tène, mais il faut noter que la nécropole a été abandonnée avant l'arrivée des Celtes dans la région ; pendant une vingtaine d'années, la population concernée n'a pas été identifiée, malgré diverses hypothèses.
On n'a pas découvert à proximité d'habitat ou de sanctuaire à mettre en rapport avec la nécropole.

## Inscriptions vénètes
En 1985-1989, le linguiste indo-européaniste hongrois János Harmatta publie une quarantaine de graffites qu'il a déchiffrés sur des objets – principalement des poteries – trouvés dans les tombes, graffites qui n'avaient pas été repérés par E. G. Jerem dans sa publication de la nécropole, malgré sa description attentive. Bien qu'il ne soit pas spécialiste des langues italiques, il y reconnaît du vénète. En 1990-1992, Michel Lejeune, spécialiste incontesté du vénète, améliore dans trois publications les lectures de J. Harmatta et en tire de nombreux enseignements sur l'histoire et les caractéristiques de cette langue. En 1992, le linguiste italien Aldo Luigi Prosdocimi, lui aussi spécialiste reconnu du vénète, publie une note dans laquelle il affirme que les graffites n'existent pas. Cette dénégation ne semble pas avoir eu un grand retentissement. En 2001, Raphaël Gérard rejette l'avis d'A. L. Prosdocimi et reprend l'étude des graffites pour en étudier un certain nombre de particularismes par rapport aux inscriptions vénètes de Vénétie.